# Glasgow Film Festival
Il Glasgow Film Festival (GFF) è un festival cinematografico che si svolge annualmente, tra febbraio e marzo, al Glasgow Film Theatre nella città di Glasgow in Scozia.

## Storia

### 2008
Nel 2008, il festival di Glasgow si è svolto dal 14 al 24 febbraio, ed il programma ha incluso diverse première cinematografiche e una sezione dedicata a Bette Davis.

### 2009
Nel 2009, l'evento prevedeva una sezione dedicata a Audrey Hepburn ed un omaggio di compleanno a Errol Flynn.

### 2010
Nel 2010, il festival si è svolto tra il 18 e il 28 febbraio. Il gala di apertura ha visto l'ultimo film di Jean-Pierre Jeunet, "L'esplosivo piano di Bazil" con il regista presente al festival. Altri ospiti presenti sono stati Peter Mullan e James Earl Jones.

### 2016
Nel 2016, il festival ha visto la partecipazione di 174 lungometraggi, tra cui 60 anteprime inglesi.

## Struttura del Festival

### Sezioni parallele
- Glasgow Short Film Festival
- Glasgow Youth Film Festival (GYFF)